# Лентов конвейер
Лентов конвейер или лентов транспортьор (на английски: belt conveyor, на немски: Förderband) е транспортно устройство с непрекъснато действие, чийто работен орган е лента. Лентовите транспортни системи имат голяма надеждност и затова се използват в много области на производството и ежедневието. Те са енергийно много икономични, дълговечни и високопроизводителни.
Лентовият конвейер е най-разпространения тип транспортни машини и служи основно за транспортиране на насипни и единични товари. Използва се в мините, промишлените предприятия, в селското стопанство, строителство, силози, в търговията и складовото стопанство. При транспортиране на насипни товари максималният наклон трябва да е 25°. Специално за транспортиране на хора са разработени и изграждат така наречени хоризонтални ескалатори или траволатори.

## Конструкция на лентовия конвейер
Лентовият конвейер се състои основно от следните части:
- Носеща конструкция от метални профили, на която са монтирани лагерите на носещите ролки на горния и долния клон на непрекъснатата лента, както и задвижващите и  опъващите устройства.
- Задвижваща станция (задвижваща ролка най-често гумирана, лагери, задвижване със или без съединител)
- Станция за обръщане
- Носещи ролки, често от три части за да се получи дълбоко корито на носещата част
- Долни ролки
- Водещи ролки
- Носещата лента, изпълнена от подходящ материал
- Станция за опъване на лентата.
- Станция за предаване
- Станция за изхвърляне с фуния за изхвърляне, често те трябва да са облицовани с износоустойчиви материали при абразивни товари.
- Чистещо устройство преди ролката за обръщане на лентата
- Осигурителни приспособления като аварийни устройства за спиране, устройства за контрол на оборотите и устройства за контрол на праволинейността на движение.

Изкривяването на посоката на движение е една от най-честите причини за повреди при един лентов конвейер. При превишаване на максимално-допустимото изкривяване на лентата може да се стигне до повреди на лентата и на установката.
Лентови конвейери, които могат да пренасят товари в двете посоки с обръщане на поската на движение се наричат реверсивни лентови траспортьори. В зависимост от вида на лентата лентовите конвейери могат да бъдат със стоманена лента – за високи температури, с мрежеста телена лента за горещи материали и за обработка с висока температура като например конвейерни тунелни пещи в хранително вкусова промишленост.

## В България
В България в Мини Марица изток са изградени и успешно се използват лентови конвейерни системи с голяма дължина за транспорт от разкритието на въглищата до точките на претоварване във вагони.

## Лентови транспортни системи в света
Най-дългата система от транспортни ленти е в Западна Сахара. Построена е през 1972 г. от Friedrich Krupp GmbH (сега Thyssenkrupp) и е дълга 98 км. Свързва фосфатна мина в Бу Кра (на английски: Bu Craa) до морския бряг на град Аюн.
Най-дългата летищна лентова транспортна система е изградена на международно летище Дубай, има дължина обща 63 км. и служи за обработка на багажа. Изградена е от Siemens AG, въведена е в експлоатация през 2008 г. Представлява комбинация от стандартни лентови транспортни съоръжения и палетни транспортьори.